# Lange (cratère)
Pour les articles homonymes, voir Lange.
Lange est un cratère d'impact présent sur la surface de Mercure. 
Le cratère fut ainsi nommé par l'Union astronomique internationale en 2009 en hommage à la photographe américaine Dorothea Lange. 
Son diamètre est de 176,23 km. Il se situe dans le quadrangle d'Eminescu (quadrangle H-9) de Mercure.